# Mount Garnet
Mount Garnet – miasto w Australii, w stanie Queensland.